# ロレンツォ・ティエポロ

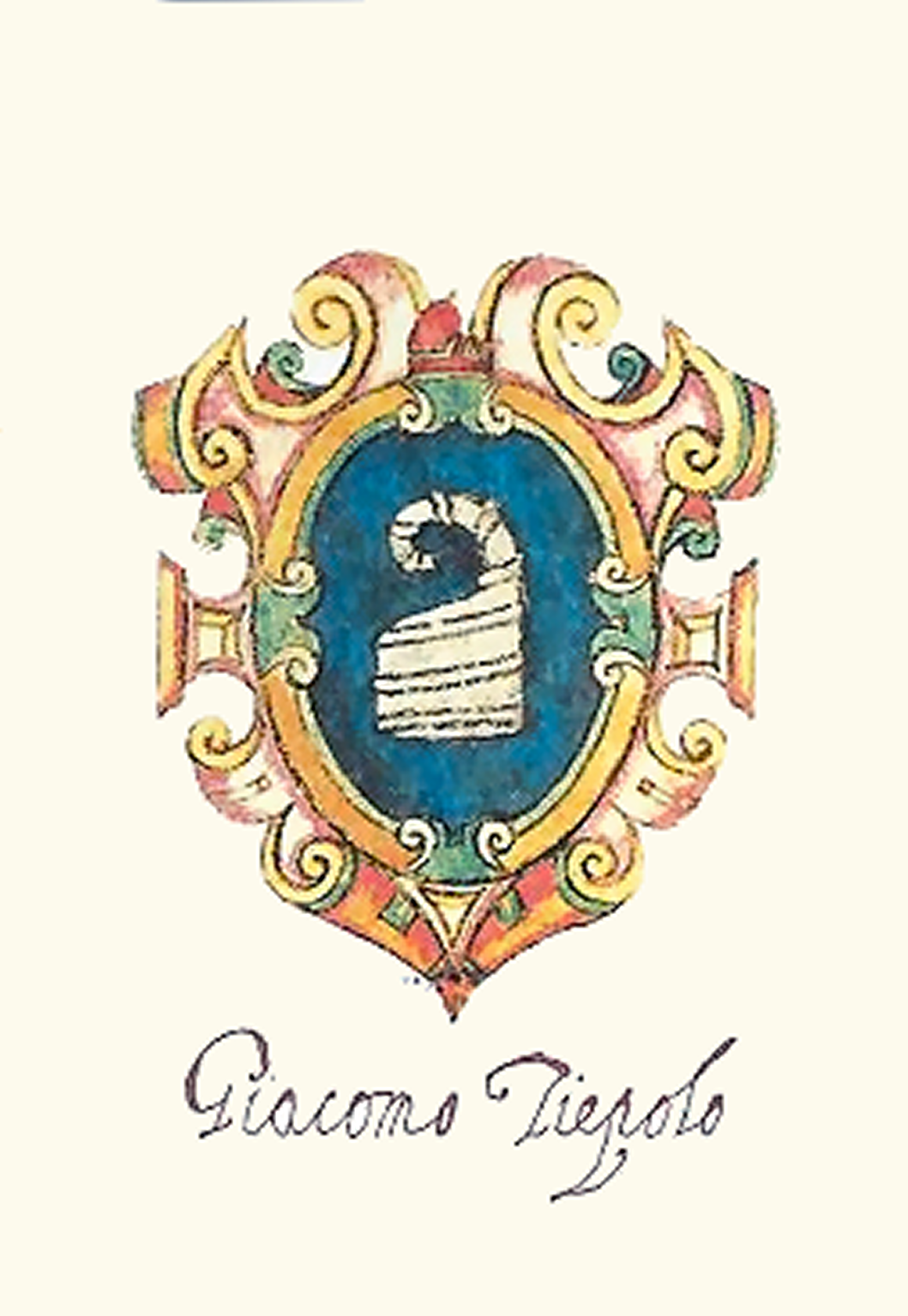
ティエポロ家の紋章

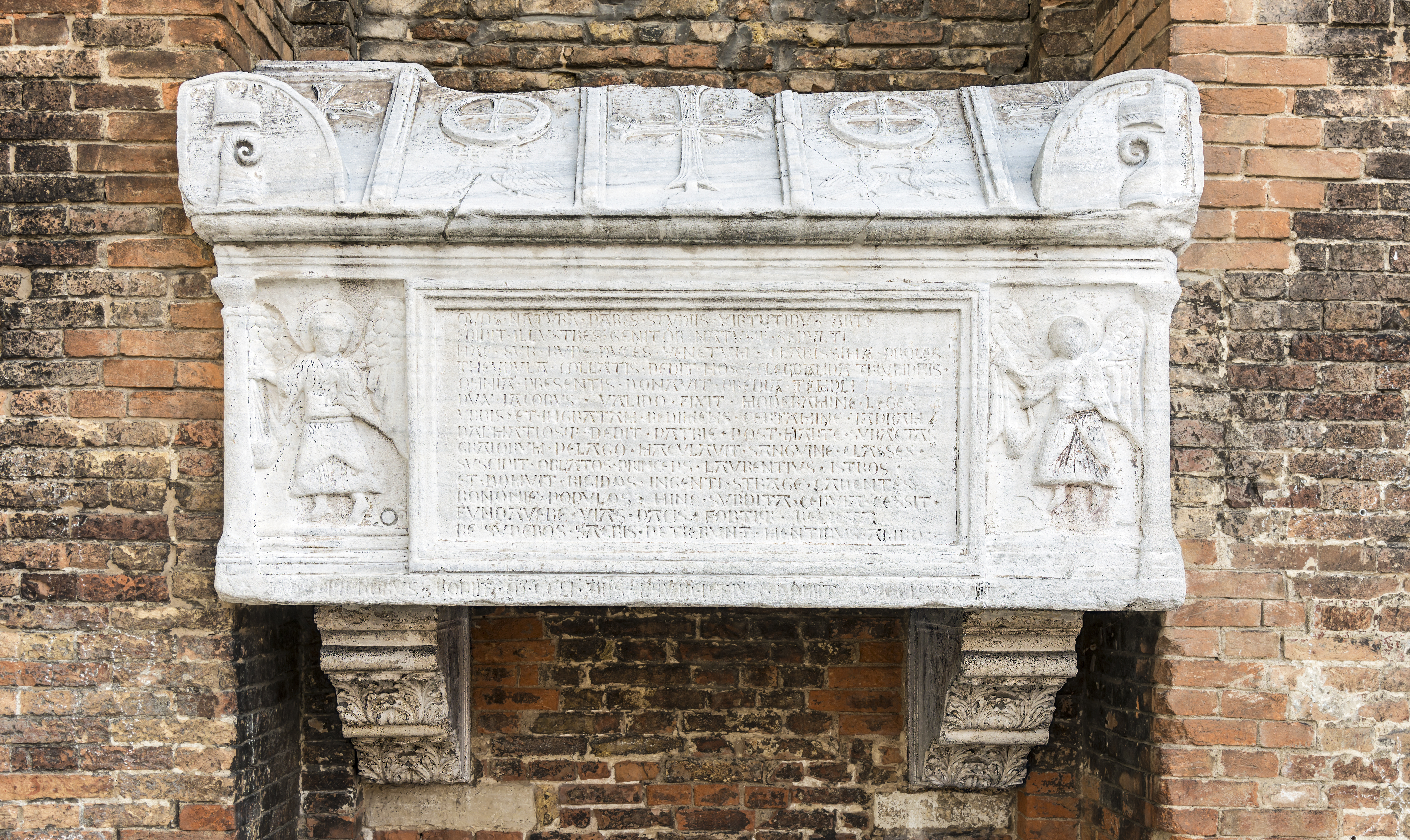
彼の墓。

ロレンツォ・ティエポロ（Lorenzo Tiepolo、? - 1275年8月15日）は、第46代ヴェネツィア共和国の元首。（在任：1268年 - 1275年）
第43代元首であったヤコポ・ティエポロの子。
1261年、ヴェネツィア共和国がジェノヴァ共和国と開戦するとヴェネツィア艦隊の総指揮官として活躍した。その戦功もあり、1268年に第46代元首に選出された。
元首としては対立関係にあったダンドロ家と和睦を結ぶなどの手腕を見せ、1275年に引退した。
だが、孫のバイアモンテが時の元首ピエトロ・グラデニーゴと対立、1310年にクーデター事件を起こして鎮圧されてしまい、ティエポロ家はヴェネツィアから追放される。